# Novomyrhorod
Novomyrhorod (en ukrainien : Новомиргород) ou Novomirgorod (en russe : Новомиргород) est une ville de l'oblast de Kirovohrad, en Ukraine, et le centre administratif du raïon de Novomyrhorod. Sa population s'élevait à 11 024 habitants en 2020.

## Géographie
Novomyrhorod est située à 55 km au nord-ouest de Kropyvnytskyï et à 201 km au sud-est de Kiev

## Histoire
Novomyrhorod est mentionnée pour la première fois en 1740. Au cours de l'année 1752, Novomyrhorod devient la capitale de la Nouvelle Serbie. En 1773, elle reçoit le statut de ville, mais cela n'entraîne aucun réel développement. En 1959 Novomyrhorod ou Novo-Myrhorod, absorbe la commune urbaine de Zlatopil (ou Zlatopol en russe) et deux villages voisins : Vynohradivka et Katerynivka.

## Population
Recensements (*) ou estimations de la population :
| 1897* | 1923* | 1926* | 1939  | 1959* | 1970*  | 1979*  |
| ----- | ----- | ----- | ----- | ----- | ------ | ------ |
| 9 364 | 7 560 | 8 729 | 8 900 | 7 978 | 12 684 | 14 080 |

| 1989*  | 2001*  | 2011   | 2012   | 2013   | 2014   | 2015   |
| ------ | ------ | ------ | ------ | ------ | ------ | ------ |
| 16 349 | 13 220 | 11 866 | 11 653 | 11 569 | 11 495 | 11 419 |

| 2016   | 2017   | 2018   | 2019   | 2020   | - | - |
| ------ | ------ | ------ | ------ | ------ | - | - |
| 11 328 | 11 247 | 11 238 | 11 117 | 11 024 | - | - |

## Personnalités
- Anna Bilińska-Bohdanowicz (1854-1893), peintre polonaise.
- Vladimir Davydov (1849-1925), acteur de théâtre russe.
- Evgueni Obolenski (1796-1865), décabriste.
- Hava Poustilnikov (1878-1946), grand-mère maternelle de la chanteuse française Barbara.

### Culture

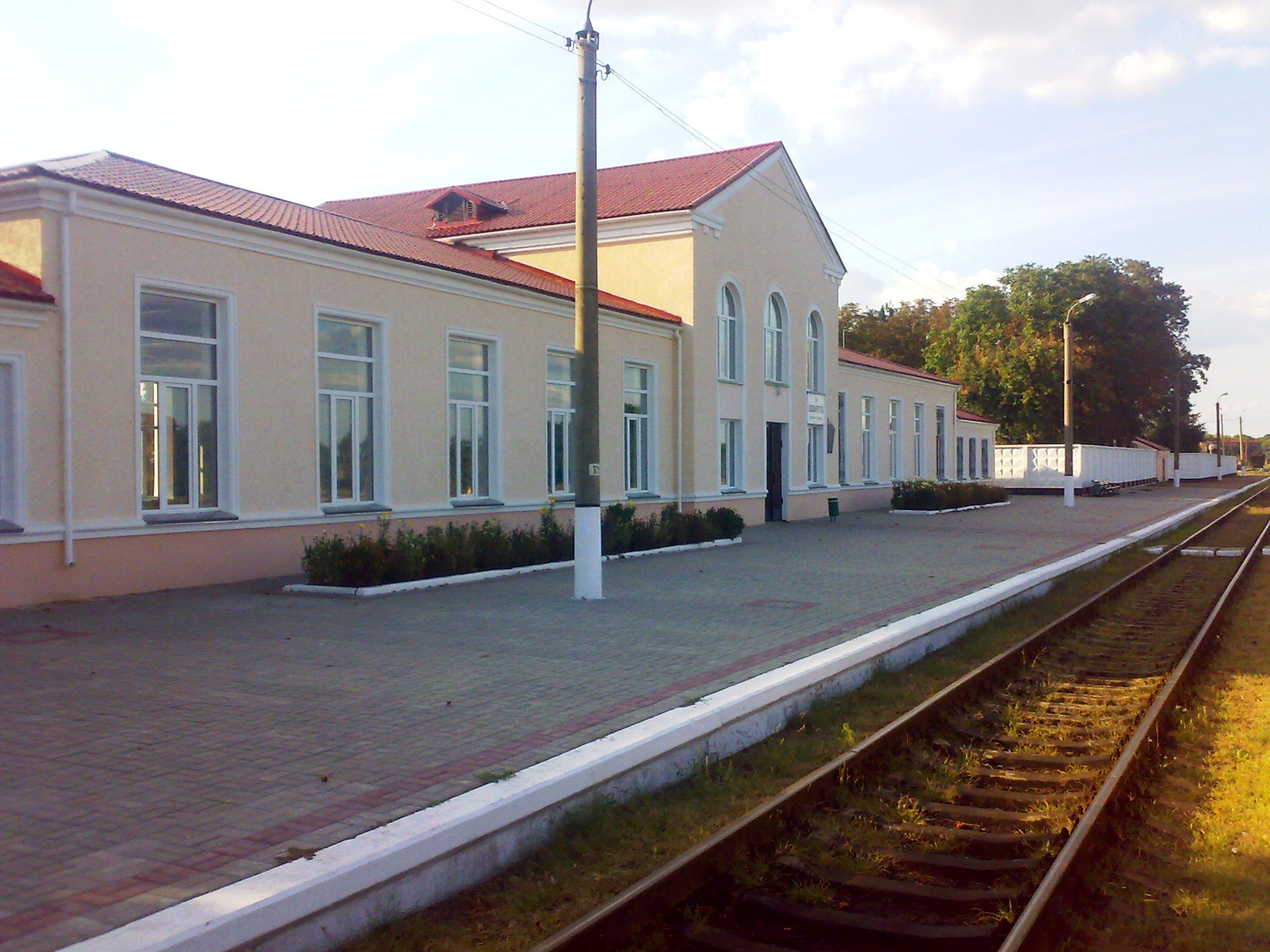
Sa gare ferroviaire,
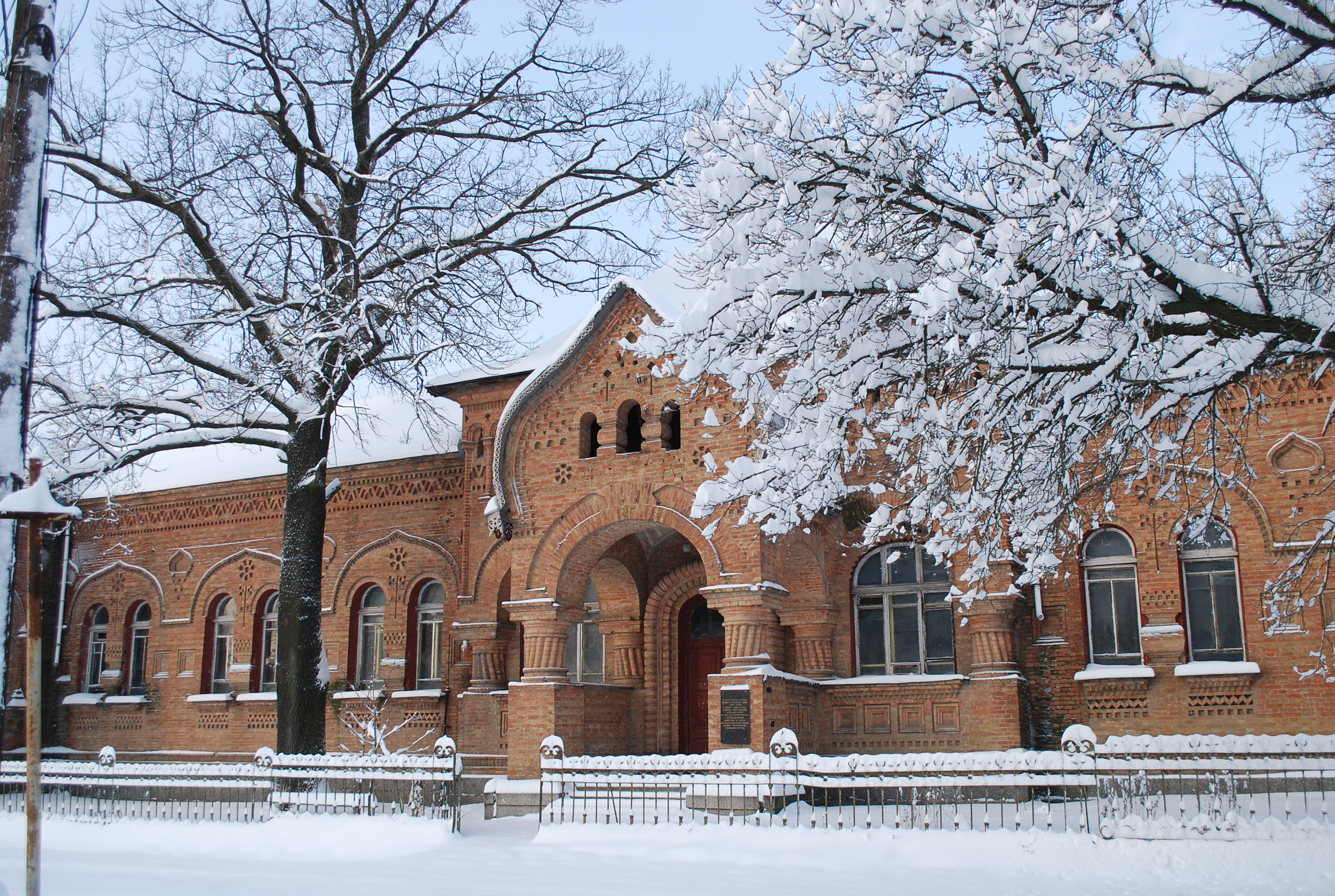
L'hôpital de Novomyrhorod, classée
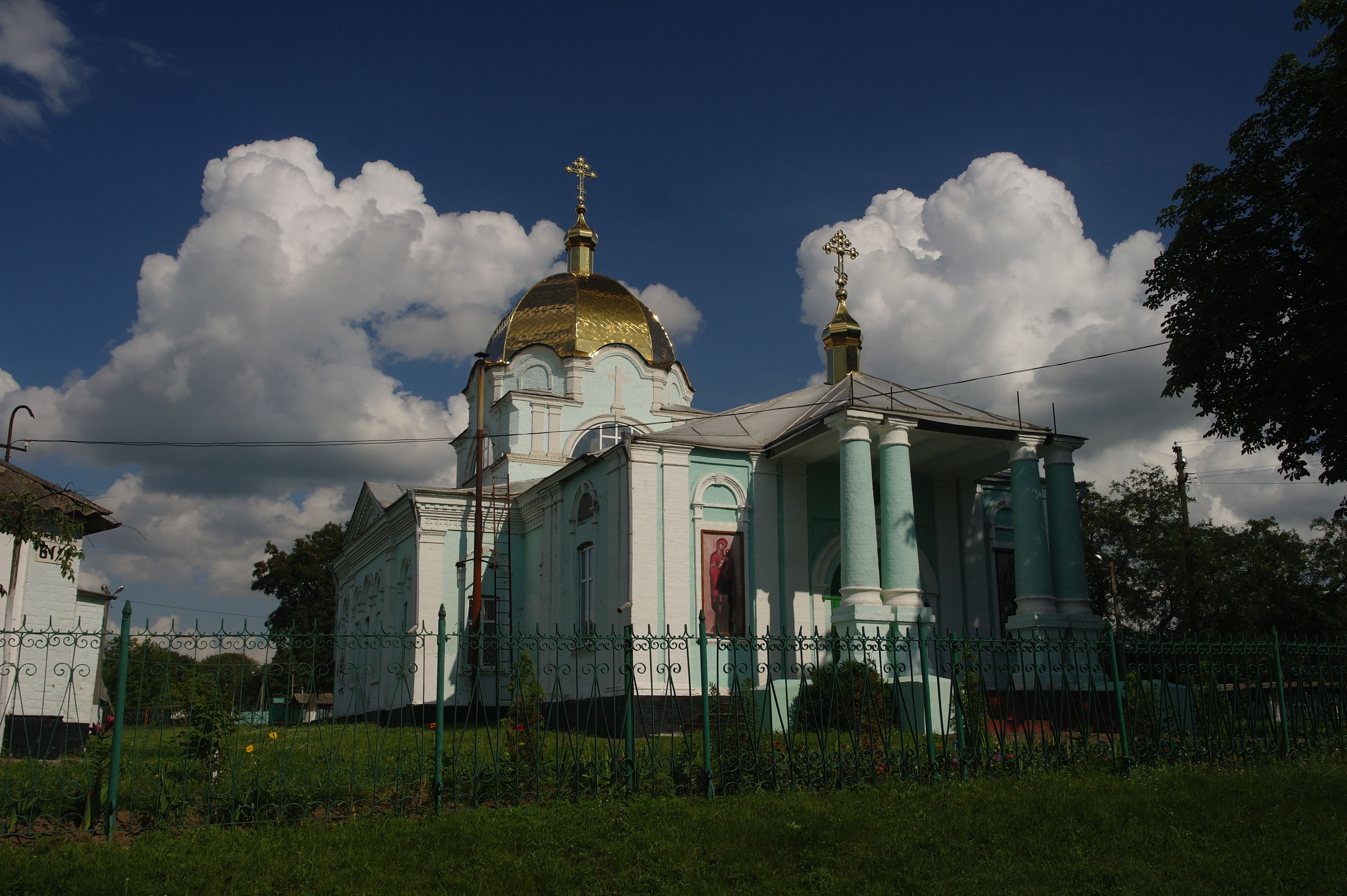
Église Saint-Nicolas, classée
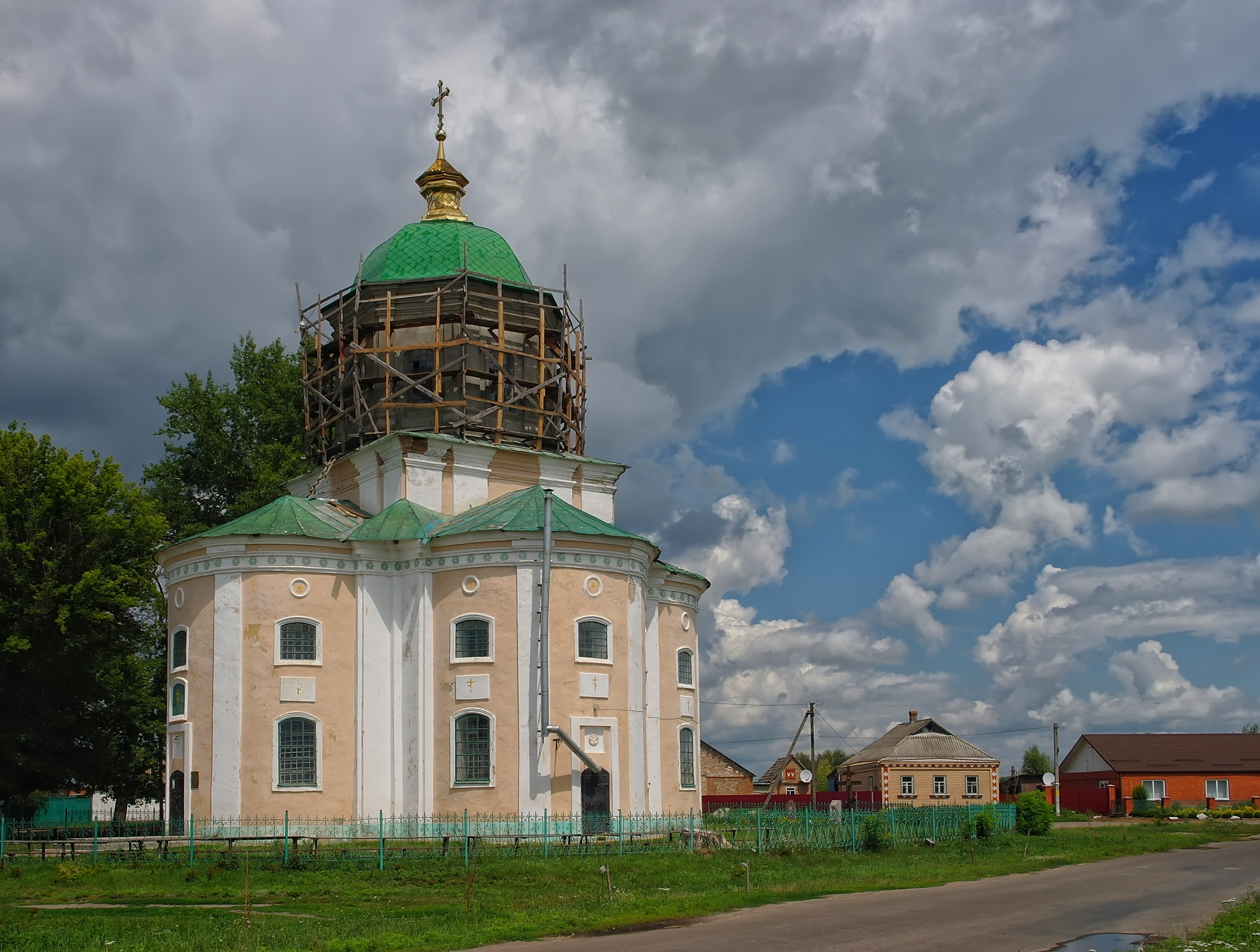
Église du prophète Elija classée
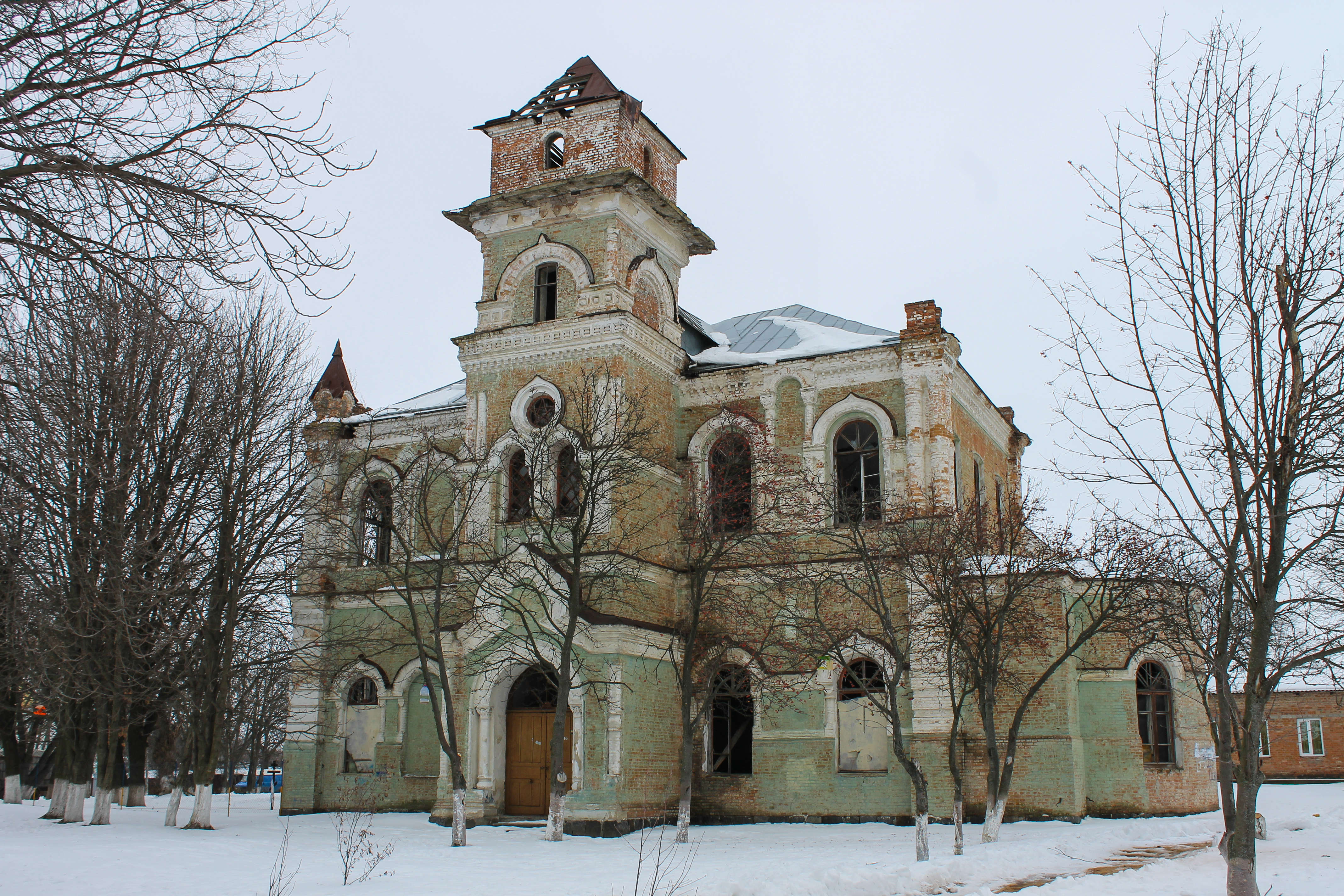
Gymnasium classée[7].